# Vanilla humblotii
Vanilla humblotii,  es una especie de orquídea de hábito trepador y  de crecimiento rastrero que se encuentra en Madagascar,y las Islas Comores.

## Descripción
Es una planta con clorofila con  la raíces al aire; semillas exteriores, sin alas, y las inflorescencias de flores con colores pálidos que nacen en  racimos laterales.

## Distribución y hábitat
Se encuentra en las Islas Comores y Madagascar norte alrededor de las rocas en la vegetación de baja elevación desde el nivel del mar hasta los 200 metros como una planta de gran tamaño, epífita, con las hojas alargadas y con un tallo que florece en el verano y otoño en una inflorescencia terminal con pocas flores.

## Taxonomía
Vanilla humblotii fue descrita por Heinrich Gustav Reichenbach y publicado en Flora 68(20): 378, en el año 1885.